# Anthony Fauci
Anthony Stephen Fauci, född 24 december 1940 i Brooklyn i New York, är en amerikansk läkare och immunolog som har varit chef för National Institute of Allergy and Infectious Diseases (NIAID) sedan 1984. Sedan januari 2020 har han varit en av de ledande smittskyddsexperterna i Vita husets Coronavirus Task Force som hanterar coronaviruspandemin 2019–2021 i USA. Fauci är en av världens ledande experter på infektionssjukdomar och under de tidiga stadierna av pandemin beskrev The New Yorker och The New York Times Fauci som en av de mest betrodda medicinska personerna i USA.
Som läkare vid National Institutes of Health (NIH) har Fauci arbetat för amerikansk folkhälsa i olika kapaciteter i mer än 50 år och har varit rådgivare för varje amerikansk president sedan Ronald Reagan. Fauci är medförfattare till vetenskapliga publikationer som har citerats (2022) totalt över 240 000 gånger med ett h-index på 129.

## Karriär

### COVID-19

#### Trump-administrationen
Fauci har varit "de facto" talesman för folkhälsan åt presidenten under pandemin och stark förespråkare för pågående social distansering i USA. Han argumenterade för att den rekommenderade 15 dagar långa självisoleringen som utfärdades av Trumpadministrationen bör förlängas fram till åtminstone slutet av april 2020. På grund av hans meningsskiljaktigheter med Donald Trump har Fauci fått kritik från högerhåll och fått ta emot dödshot som resulterade i att han fick säkerhetsvakter. President Trump har dock berömt Fauci upprepade gånger.
I oktober 2020 protesterade Fauci att hans ord "Jag kan inte föreställa mig att någon skulle kunna göra mer" presenterades i en annons från Trump-kampanjen som berättade om Trumps hantering av pandemin. Fauci sa att han inte godkände annonsen och att hans ord togs ur sitt sammanhang (han hänvisade faktiskt till hur hårt Coronavirus Task Force arbetade).
Den 2 december 2020 blev Storbritannien det första landet i västvärlden som licensierade ett vaccin mot coronavirus (Comirnaty). Som svar sa Fauci att U.S. Food and Drug Administration (FDA) fortsatte på "rätt sätt", och sa att Storbritannien "verkligen rusade igenom godkännandet". Nästa dag bad Fauci om ursäkt och sa till BBC "Jag har ett stort förtroende för vad Storbritannien gör både vetenskapligt och ur en tillsynsmyndighetssynpunkt. Vår process är en som tar mer tid än den tar i Storbritannien … Jag menade inte att antyda något slarv trots att det kom ut på det sättet."

#### Biden-administrationen
Efter installationen av Joe Biden i januari 2021 uppgav han att han upplevde en "befriande känsla" i att kunna tala fritt om vetenskapen utan inblandning från den nya administrationen. Han föreställde sig Bidens administration som engagerad i att vara "helt transparent, öppen och ärlig".
Fauci har hävdat att NIH aldrig finansierat Gain-of-Function forskning i Wuhan Institute of Virology, ett uttalande som visade sig vara felaktigt vilket NIH också senare erkände.

## Privatliv
År 1985 gifte sig Fauci med Christine Grady, en sjuksköterska och bioetiker. Paret har tre vuxna döttrar.

## Utmärkelser
- Arthur S. Flemming-priset,  1979
- George M. Kober Lectureship,  1988[29]
- Maxwell Finland-priset,  1989[30]
- Dr. Nathan Davis Award för medlemmar av verkställande makt med karriär i allmän tjänst,  1992
- Ernst Jung-priset i medicin,  1995
- Howard Taylor Ricketts Award,  1998[31]
- Alexander Fleming Award,  1999[32]
- Robert J. and Claire Pasarow Foundation Award för framstående bidrag inom cancerforskning,  1999[33]
- Albany Medical Center-priset,  2002
- American Association of Immunologists Lifetime Achievement Award,  2005
- National Medal of Science,  2005
- George M. Kober Medal,  2007[29]
- Lasker-Bloomberg Public Service Award,  2007[34]
- Presidentens frihetsmedalj,  2008[35]
- Hedersdoktor vid Harvard University,  2009[36]
- Dr. Paul Janssen Award for Biomedical Research,  2010[37]
- Hedersdoktor vid Universitetet i Miami,  12 maj 2012[38]
- Robert Koch-medaljen,  2013[39][40]
- Prins Mahidol-priset,  2013
- Æresdoktor ved George Washington University,  2015[41]
- Canada Gairdner Global Health Award,  2016
- Mendel-medaljen,  2016[42]
- Prix International de l’INSERM,  2020[43][44]
- Nature's 10,  2020[45]
- John Maddox Prize, med  Salim Abdool Karim,  2020[46]
- AAAS Philip Hauge Abelson Prize,  2021[47]
- Public Welfare-medaljen,  2021[48]
- Storkorsriddare av Republiken Italiens förtjänstorden[49]
- Hedersdoktor vid Emory University
- Hedersdoktor vid Johns Hopkinsuniversitetet
- Hedersdoktor vid Pennsylvania State University
- Fellow of the New York Academy of Medicine[50]

[Redigera Wikidata]